# 高瀬文広
高瀬 文広（たかせ ふみひろ、1959年 - ）は、日本の教育学者。映画を利用した英語教育、対人コミュニケーション、異文化理解教育を研究している。アメリカ映画文化学会SAFC会長、映画英語教育学会ATEM副会長、九州支部長等、映画英語アカデミー学会TAME会長、日本コミュニケーション学会JCA理事や九州支部長、日本比較文化学会副事務局長、ツーリズム学会九州副支部長等を歴任。福岡市立高等学校英語教諭から福岡学園福岡歯科大学（兼務）、福岡医療短期大学教授に、最後に日本赤十字九州国際看護大学の教授に転身。
・1983 西南学院大学 文学部 外国語学科 英語専攻
・九州大学 人間・環境学府 発達・社会システム専攻(国際教育文化交流専修)
・西南学院大学 文学研究科 英文学専攻 (英語学専修)
対人コミュニケーション（西南学院大学大学院）と国際異文化理解教育（九州大学大学院人間環境学府）を専攻し、文学修士と教育学修士を取得。
映画を利用した英語教育として、（株）フォーインのスクリーンプレイ事業部から『ナイトミュージアム』、『チャーリーズ・エンジェル』（2000年）、『ドリームキャッチャー』などの名作映画完全セリフ集として映画のシナリオの翻訳や金星堂出版から『映画で楽しむイギリスの歴史』、三省堂からは『ウィズダム英和辞典』、また南雲堂フェニックスからTOEICなどのテキストも出版している。
また、福岡出身で福博の財界に非常に影響力を有する福岡商業高等学校の元教諭という経歴から、福岡の博多で将来の起業家の育成のために異業種の会「エスパス・リーブルクラブ」（1978年発足）の委員長（2011年 - 2012年）に就任したりして、若手研究者だけでなくビジネス関係の人材の育成にも尽力している。
趣味はヨガ、風水・家相など。
| 専門分野            | 対人コミュニケーション、異文化理解教育、映画英語教育 |  |
| 研究テーマ          | ・映像を利用した英語学習方法の研究 ・若い日本人のコミュニケーション・コンピテンスの研究 |  |
| 所属学会名          | アメリカ映画文化学会（会長:2014～） 映画英語アカデミー学会（理事：2013～） 映画英語教育学会（九州支部支部長：2014～2018） 余暇ツーリズム学会（九州支部副支部長：2008～） 日本コミュニケーション学会（九州支部長：2004～2007） 日本比較文化学会（副事務局長：2018～） The Society for Teaching English through Media (Editorial Committee Member: 2000～) （大韓民国） |  |
| 研究業績 （著書）   | 髙瀬文広，他：「映画で英語をモノにする！」. フォーイン スクリーンプレイ事業部, 2018 監修：曾根田健三・寶壷貴之 著者：髙瀬文広以下22名「アメリカ映画の名セリフベスト」フォーイン スクリーンプレイ事業部, 2015 「映画で学ぶ英語を楽しむ English Delight of Movie English and TOEIC」ミネルバ書房, 2015 「名作映画完全セリフ・シリーズ EAT, PRAY, LOVE（食べて、祈って、恋をして）」, フォーイン スクリーンプレイ事業部, 2014 「ウイズダム英和辞典」. 三省堂, 2003 「名作映画完全セリフ・シリーズ STAND BY ME（スタンド・バイ・ミー）」, フォーイン スクリーンプレイ事業部, 2012 「映画で楽しむイギリスの歴史」金星堂、2010 「名作映画完全セリフ・シリーズ Juno」（ジュノ）, フォーイン スクリーンプレイ事業部, 2008 「名作映画完全セリフ・シリーズ Night at the Museum（ナイト・ミュージアム）」, フォーイン スクリーンプレイ事業部, 2008 「名作映画完全セリフ・シリーズ School of Rock（スクール・オブ・ロック）」, フォーイン スクリーンプレイ事業部, 2004 「名作映画完全セリフ・シリーズ Ice Age （アイス・エイジ）」, フォーイン スクリーンプレイ事業部, 2004 「The quarter English series PRACTICFOR THE TOEIC TEST TOEICテストのリスニング・リーディング」南雲堂フェニックス, 2004 「日本語コミュニケーションⅠ」ぎょうせい, 2003 「Every Movie Tells a Story （映画が語る現代社会）」金星堂, 2003 「名作映画完全セリフ・シリーズ The Sweetest Thing （クリスティーナの好きなコト）」, フォーイン スクリーンプレイ事業部, 2003 An Integrated Educational Approach to Communication, Sanseido, 2003 「名作映画完全セリフ・シリーズ Human Nature （ヒューマンネイチャー） 」, フォーインスクリーンプレイ事業部 等                                                      |  |
| 研究業績 （論文）   | ・髙瀬文広その他5名、「介護福祉士初年次導入教育プログラムへのルーブリック評価の導入～マインドマップ活用プログラムにおけるジェネリックスキルの評価～」, 介護福祉教育 第21巻 第2号, pp.68～pp80, 2016 ・髙瀬文広その他5名, 「初年次導入アクティブ・ラーニング教育におけるルーブリック評価～ルーブリック評価の指標を活用する授業プログラム改善の方策～」全国大学歯科衛生士教育協議会雑誌 第4号(通算19号) pp.32～pp.45, 2015 ・大倉義文、髙瀬文広等、「歯科衛生士初年次教育プログラムへのルーブリック評価の導入；マインド・マップ活用プログラムにおけるジェネリックスキル評価の方策について」, 全国大学歯科衛生士教育協議会雑誌 第4号(通算19号) pp.46～pp.56, 2015 ・Nikandrov,Nkolai、Takase Funihiro,, Anna Karenina Movie in a Mirror of English Language Education, 映像英語教育学会 STEM Journal（大韓民国）Vol.14 No.2 pp.107～pp.134, 2013 ・高瀬文広、水城充子その他5名「福岡市内での車椅子の利用可能性とバリアフリーの実態調査の研究」福岡歯科大学・福岡医療短期大学紀要『自然と文化』第39号, 2012 ・髙瀬文広、三谷泰その他5名「グループホームの存在意義と変化する終末期の環境の調査研究」福岡歯科大学・福岡医療短期大学紀要『自然と文化』第39号, 2012 ・髙瀬文広「「コレクト」を活用した就業力・学習支援の取り組みに関する研究」福岡歯科大学学会雑誌 The Journal of Fukuoka Dental College 第37巻 第４号 pp.125～pp.132, 2011 ・髙瀬文広「高等学校学習指導要領案」の中身と学校現場での様々な反応予測について」日本比較文化学会 Studies in Comparative Culture No.94 pp.1～pp.4, 2010 ・Takase,Fumihiro, A Study of Developing English Textbooks and Teaching Methodology through Movies 映像英語教育学会 STEM Journal （大韓民国）Vol.4 No.2 pp.133～pp.150, 2003 |  |
| 研究業績 （その他） | ・髙瀬文広：「韓国の学会の外国人誘致の方策」. 余暇ツーリズム学会 九州支部大会, 2016 ・髙瀬文広：「映画のGoofsとTriviaを活用した英語教育」. 映画英語教育学会 全国大会, 2015 ・髙瀬文広・山下友子・福田浩子・岡島雄太：「A study to develop the English education by using movie goofs: How to Make students Concentrate on English classes」 . The Society of Teaching English through Media (映像英語教育学会) 国際大会（大韓民国）, 2015 ・髙瀬文広：「Anna Karenina: Another sight on third country movie application for English language education」 The Society of Teaching English through Media (映像英語教育学会) 国際大会（大韓民国）, 2013 ・髙瀬文広：「映画の間違いシーンを授業のカンフル剤にする授業法」.映画英語教育学会 九州大会, 2011 ・髙瀬文広：「著作権問題とSOURCENEXTの超字幕と英語教育」. 映画英語教育学会 九州大会 , 2010 ・髙瀬文広・秋竹純・齋田直樹・有馬 洋・大倉義文・末松美保子：「超高齢社会の就業力向上につなげる福祉系学生の就職支援の取り組み」. 日本介護福祉教育学会 全国大会, 2010 ・髙瀬文広：「ニュージーランドにおけるホームステイと語学留学の意義を探る」. 余暇ツーリズム学会 九州大会, 2010 ・髙瀬文広：「高等学校学習指導要領案の中身と学校現場での様々な反応予測について」. 日本比較文化学会 全国大会, 2010 |  |
| 社会活動            | 実用英語検定試験（STEP）面接委員 福岡市学習情報システム「まなびアイふくおか」講師 |  |